# Saru-Brücke
Die Saru-Brücke (japanisch 猿橋 Saruhashi, wörtlich „Affenbrücke“; auch in On-Lesung Enkyō) ist eine Fußgängerbrücke über den Fluss  Katsura in der Stadt Ōtsuki in der Präfektur Yamanashi auf der japanischen Hauptinsel Honshū.
Sie ist mit der Kintai-Brücke und der Shinkyō, der Heiligen Brücke im Nikkō-Futarasan-Schrein, eine der drei Brücken, die in Japan als Orte besonderer landschaftlicher Schönheit denkmalgeschützt sind.
Die Kragträgerbrücke ist 30,9 m lang und 3,3 m breit und steht 31 m über dem Fluss Katsura. Wie bei Kragträgerbrücke üblich, sind ihre Kragträger durch Querbalken getrennt, um das Holz zu lüften und damit vor Fäulnis zu schützen. Bei dieser Brücke sind die außenliegenden Teile zusätzlich durch kleine Dächer vor Regen geschützt. Bei einer Renovierung im Jahr 1984 wurden die hölzernen Träger durch stählerne Hohlkästen ersetzt, die mit Holz verkleidet wurden, um das historische Aussehen zu erhalten.
Sie wird auch Affenbrücke genannt nach alten Sagen, dass Affen bei ihrer Erbauung eine Rolle gespielt haben sollen oder dass die erste Brücke so waghalsig gewesen sei, dass eigentlich nur Affen sie hätten überqueren können.
Wann diese erste Brücke gebaut wurde, ist nicht bekannt, möglicherweise um das Jahr 610. Die gegenwärtige Brücke wurde in der Mitte des 18. Jahrhunderts als Teil des Kōshū Kaidō errichtet, einer der fünf Hauptstraßen der Edo-Zeit (1603–1868).
Die Lage der Brücke hoch über der engen Schlucht hat Künstler wie z. B. Totoya Hokkei und Utagawa Hiroshige wiederholt zu Abbildungen inspiriert.

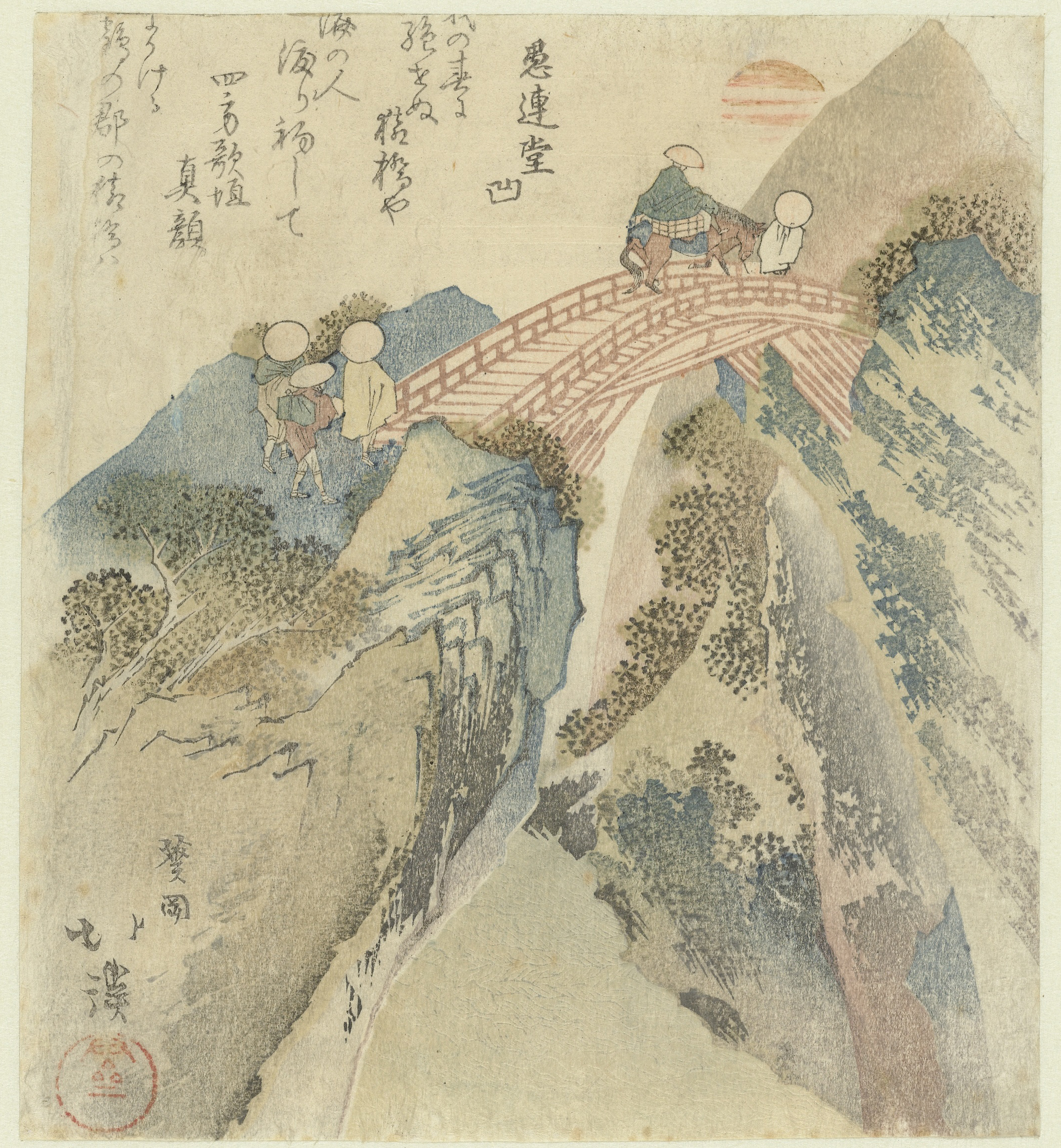
Reisende auf einer Brücke, von Totoya Hokkei (1824)
Darstellung der Saru-Brücke von Katsushika Taito II. (frühe 1830er Jahre)
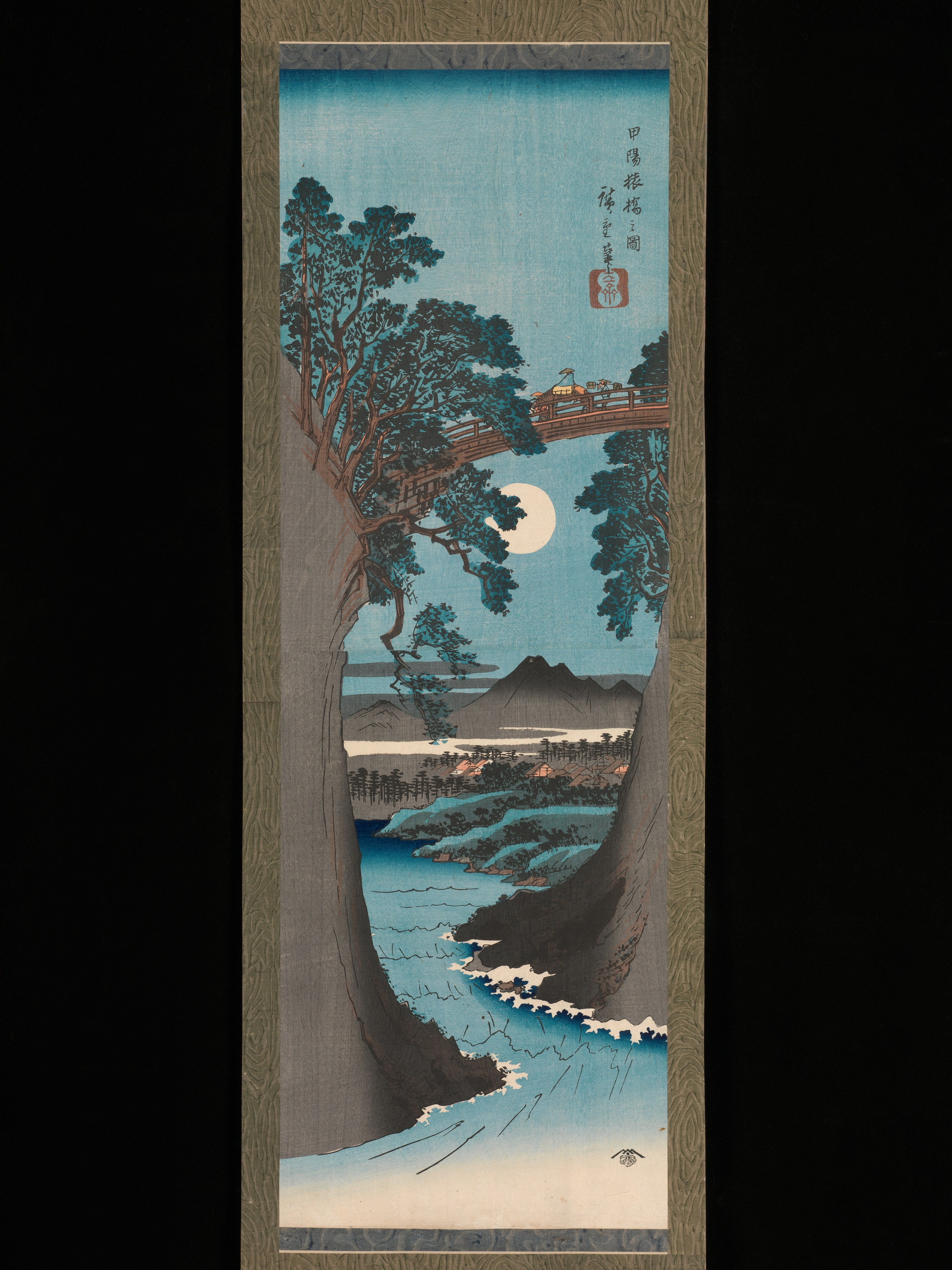
甲陽猿橋之図 Kōyō Saruhashi no Zu („Abbildung der Kōyō-Saru-Brücke“) von Utagawa Hiroshige (1841/42)
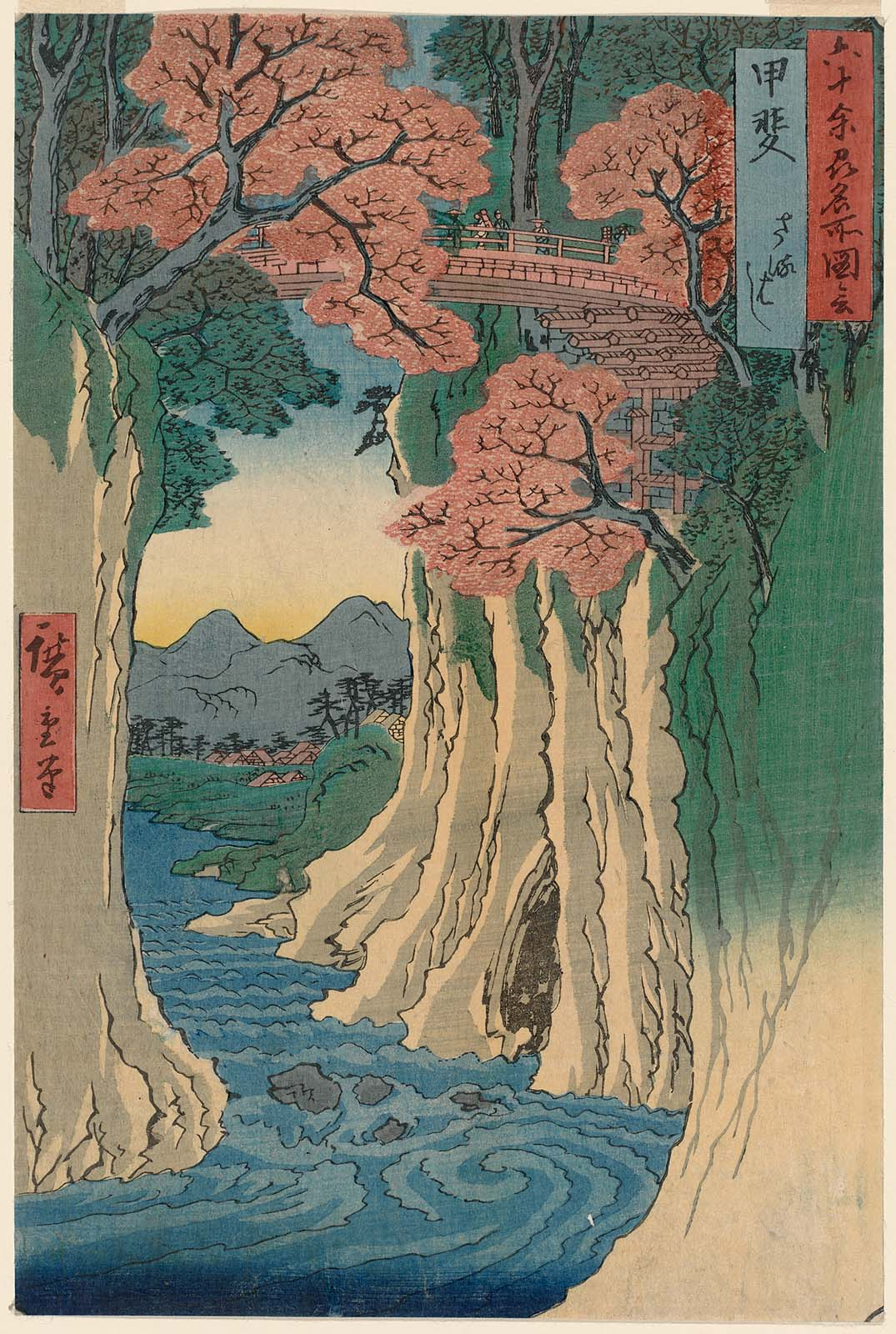
甲斐 さるはし Kai Saruhashi („Saruhashi, [Provinz] Kai“) aus 六十余州名所図会 Rokujū-Yoshū Meisho Zukai (etwa: „Bildersammlung der berühmten Orte in den sechzig Provinzen Japans“) von Utagawa Hiroshige (1853)
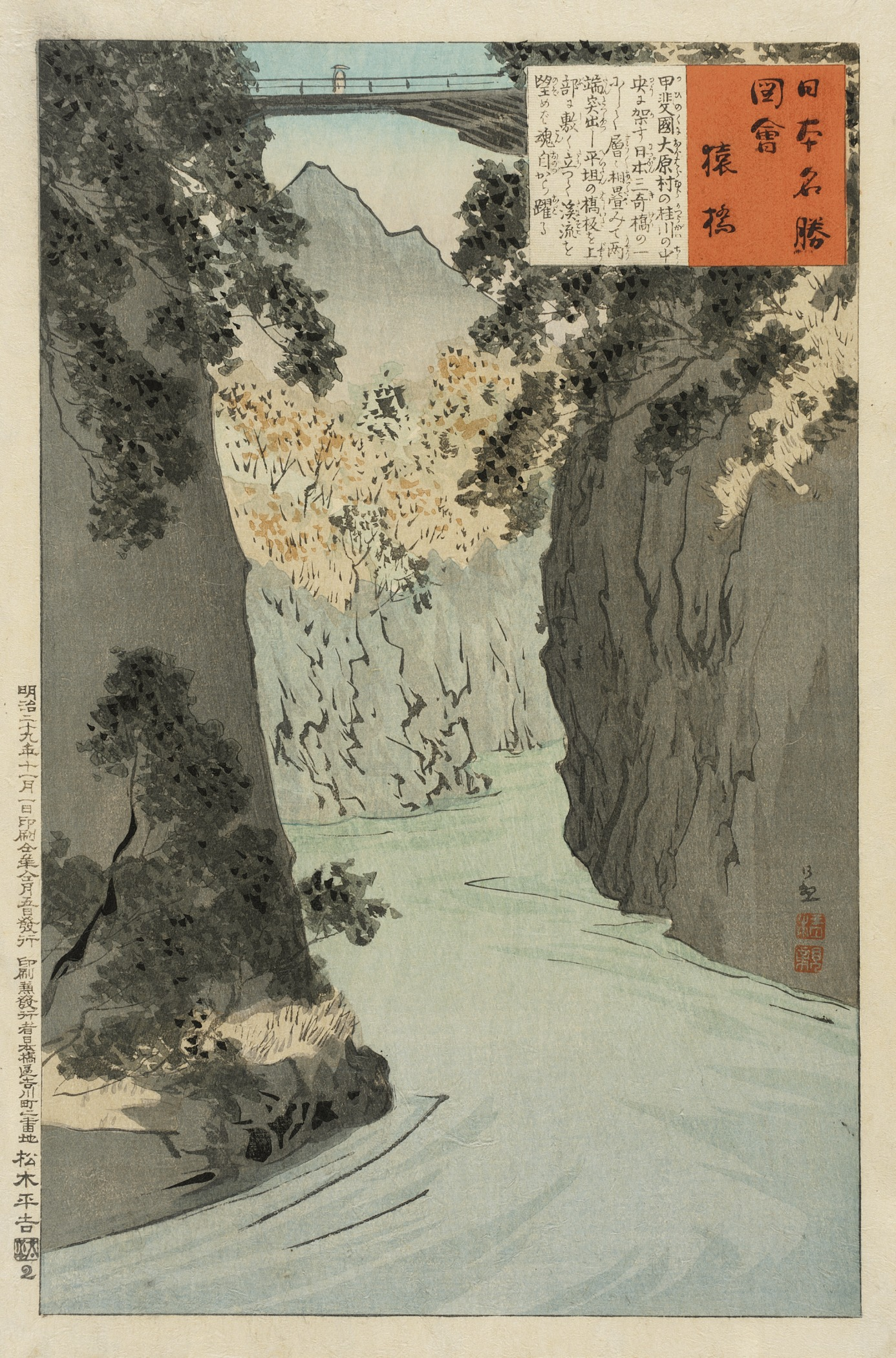
Darstellung der Saru-Brücke von Kobayashi Kiyochika (1896)